# Indico Software
Indico Por sus siglas en inglés (Integrated Digital Conferencing) es una herramienta de software libre para gestionar las reuniones y conferencias. Fue creado por una iniciativa conjunta del CERN , SISSA , Universidad de Udine, Nederlandse Organisatie voor Toegepast Natuurwetenschappelijk Onderzoek (TNO), y la Universidad de Ámsterdam. Indico es un software libre licenciado bajo los términos de GNU General Public License (GPL).
Según indica su propia web: es una aplicación web para programar y organizar eventos , desde conferencias simples a complejas reuniones , talleres y conferencias con sesiones y contribuciones . La herramienta también incluye un mecanismo avanzado delegación usuario, permitir la revisión del papel , archivo de información de la conferencia y de los procedimientos electrónicos.
A partir de 2012, más de 90 casos Indico son conocidos para funcionar en instituciones como el Fermilab (Chicago, EE. UU.), IN2P3 (Francia), EPFL (Lausana, Suiza) y la Academia China de Ciencias. 

## Opciones
Indico proporciona funciones para la gestión de todo el ciclo de vida de la conferencia , así como para reuniones y conferencias individuales:
- Estructura de árbol como , organizados en categorías. Cada categoría puede contener otras categorías , o contienen eventos simples.
- Creación automática de páginas Web para los eventos.
- Cuestionarios de evaluación del evento
- Notificaciones automáticas ( es decir , recuerda automáticamente todos los participantes en una reunión que tendrá lugar hoy ) ;
- Para Conferencias:
- Personalización de formulario de registro.
- Soporte para pago en-línea
- Envío y revisión de resúmenes
- Un sistema integrado de reserva en habitación , extensible
- Soporte integrado para software de videoconferencia (VRVS11)
- Exportación de información en diferentes formatos: RSS, iCal y MARCXML, por ejemplo.
- Interface multilingue (internacionalización).
- Soporte para diferentes zonas horarias.
- Interfaz accesible y usable.

## Distribución y Licencia
Indico es software libre , liberado bajo la GNU General Public License . Esto ha hecho posible la adopción de la herramienta por varias instituciones de todo el mundo , y la contribución de código por los desarrolladores de terceros . Hay una comunidad de usuarios activa , que casi todos los días ofrece nuevas sugerencias e informes de errores . Esto contribuye sustancialmente al grado de agilidad a la que el proyecto Indico actualmente trabaja , ofreciendo arreglos inmediatos de errores , parches y soporte al usuario.

## Versiones
La primera versión lanzada al público fue la Indico v0.90.3 el 25 de agosto de 2006, ahora la última estable es la Indico 1.2 publicada el 17 de julio de 2014.